# Рухадзе, Зоя Матвеевна
Зо́я Матве́евна Руха́дзе (1 декабря 1916 — 10 апреля 1944) — комсомолка, участница симферопольского подполья в годы немецко-румынской оккупации. Замучена в гестаповском застенке. Посмертно награждена медалью «За отвагу».

## Биография
Родилась в 1916 году. Из бедной обрусевшей и осевшей в Крыму грузинской семьи. Рано осталась без отца.
Училась в симферопольской 9-й гимназии, затем закончила планово-экономический техникум, работала в Симферопольском горисполкоме плановиком-экономистом.

### Подпольная деятельность
Во время оккупации устроилась работать в ресторан, поэтому не была выслана в Германию.
Зоя была двоюродной сестрой Лидии Трофименко – секретаря комсомольской организации школы №14.
Первым актом сопротивления девушек стало распространение листовки крымских партизан — переписав по четыре экземпляра этой листовки, шесть из них раздали знакомым, одну подбросили в подъезд большого дома и одну наклеили на углу улиц Ново-Садовой и Севастопольской среди немецких объявлений и приказов.
13 декабря 1941 г. на квартире Лиды в доме на улице Нижнегоспитальной состоялось первое собрание подпольной комсомольской организации из девяти членов, секретарём которой был избран Борис Хохлов.
Группа распространяла листовки, от руки переписывая сводки Совинформбюро, услышанные по собранному радиоприёмнику, и статьи «Красного Крыма». Готовила листок «Вести с Родины», который выпускала два-три раза в месяц тиражом триста—четыреста экземпляров.
Зое Рухадзе было поручено прислушиваться к разговорам офицеров в ресторане, где она работала. Но главной её задачей была связь с группой татар, вставшей на сторону врага. Смуглая девушка походила на мусульманку и была среди татарских добровольцев почти своя. Среди них она собирала информацию и вела агитацию.
Летом 1943 года группа установила связь с партизанами, вошла в симферопольскую молодёжную организацию и, получив мины, с осени стала совершать диверсии.
В декабре 1943 года гестапо арестовало Бориса Хохлова. На заседании подпольного комитета было решено, что группа, в том числе и Зоя Рухадзе, должны уйти в глубокое подполье.
В 1944 году Зоя Рухадзе участвовала в повреждении кабеля, что надолго оставило немецкое командование без связи.

### Арест и смерть

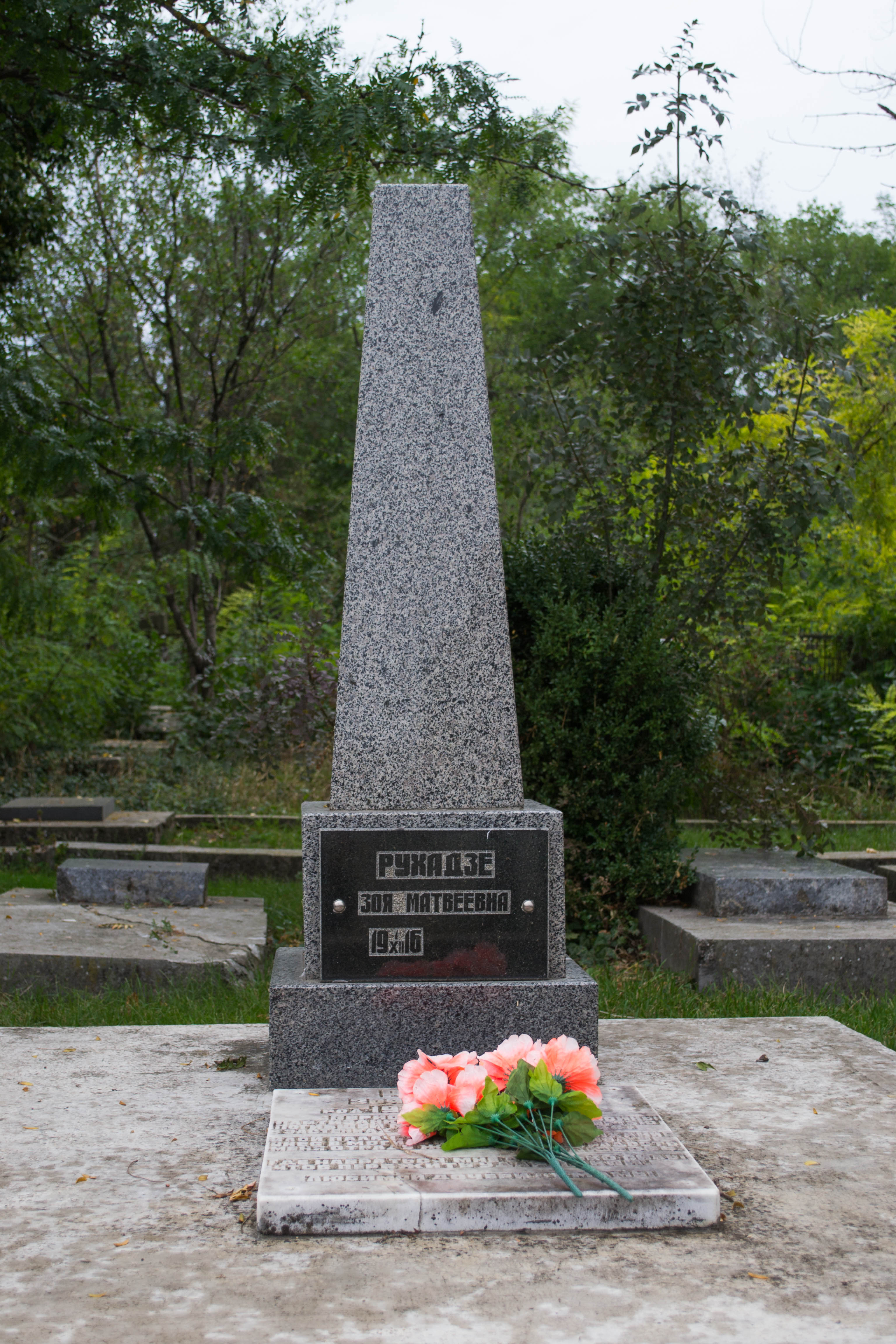
Могила подпольщицы З. М. Рухадзе

Арестована гестапо 10 марта 1944 года. В застенках подвергалась мучительным пыткам. Передала из тюрьмы записку с тремя последними строками из стихотворения Веры Фигнер «К матери», а перед палачами выкрикнула имя Веры Фигнер.
После освобождения Симферополя тело Зои Рухадзе было найдено в одном из четырёх колодцев на месте массовых расстрелов в концлагере на территории совхоза «Красный» вместе с телами актрисы А. Ф. Перегонец, художника Н. А. Барышева, подпольшика В. К. Ефремова и многих других. По ряду сведений Зоя Рухадзе была сброшена в колодец ещё живой.
Похоронена на Старорусском кладбище Симферополя. Посмертно награждена медалью «За отвагу».

## В культуре
В 1951 году Иосиф Новешвили написал поэму «Повесть об одной девушке» (переведена с грузинского Николаем Заболоцким).
В 1971 году о Зое Рухадзе был снят художественный фильм «Девушка из камеры №25».

## Память
Именем Зои Рухадзе названа улица в Симферополе. Также её имя присвоено школе № 14 в Симферополе и школе № 42 в Тбилиси.
В 1957 году имя Зои Рухадзе было навечно зачислено в списки Симферопольской городской комсомольской организации.